# 松井沙麗
松井 沙麗（まつい さら、2010年〈平成22年〉10月26日 - ）は、ウィリアムズ・ドライバー・アカデミー所属のレーシングドライバー。

## 来歴
2016年
- 6月 - 5歳でカートを始める[2]。
- 7月 - レースデビュー。
- 8月 - キッズバンビーノクラスで初優勝。
- 10月 - キッズエキスパートクラス参戦。

2017年
- 4月 - キッズエキスパートクラスで参戦4戦目で3位表彰台。
- 4月 -  新東京ジュニアフェスティバルコマー60クラスへステップアップ初参戦で18台中4位入賞。

2018年
- CA KAER RACE コマー60クラス　シリーズ2位(8戦中 2勝)。
- 新東京チャレンジカップ コマー60クラス　シリーズ2位(6戦中 1勝)。
- HARUNA CAP コマー60クラス　シリーズチャンピオン(7戦中 4勝)。
- 第42回 TOYOPET SL カートミーティング全国大会 YAHAMA CADETS OPEN クラスに最年少で出場。

2019年
- 新東京サーキット WINTER CUP YAHAMA OPEN クラス 優勝。
- オートパラダイス御殿場 APG WINTER CUP Micro MAX クラス 2位表彰台。
- JAF ジュニアカート選手権 Fp-jr Cadets クラス参戦。シリーズ2位。
- 第43回 TOYOPET SL カートミーティング全国大会 YAHAMA CADETS クラスに出場 (34台中 10位)。

2020年　
- JAF ジュニアカート選手権 Fp-jr Cades クラス第3戦　茂原ラウンドで同クラス女性初優勝(6戦中 1勝)シリーズ4位。
- CA KART RACE YAMAHA Cadets OPEN 女性初のクラスシリーズチャンピオン(7戦中 6勝)。

2020年
- JAF ジュニアカート選手権 Fp-jr Cadets クラス参戦(6戦中 1勝)シリーズ3位。

2021年
- KT SUPER TROPHY SSジュニアクラス優勝[3]。
- MOTEGI KART RACE シリーズ2位。
- CA KART RACE 女性初のシリーズチャンピオン。
- カートのレース活動と並行して4輪のレーシングカーの練習開始。

2021年
- FIA Girls on Track Rising Stars Ferrari Driver Academy ワールドスカウティングプログラム参加し2次選考に選ばれた[4][5]。

2023年
- GPR KARTING SERIE SJuniorクラスに参戦[6][注釈 2]。
- OK-N Junior Champions of the Future Academy Program 参加。
- HRS-Kart入校。

2024年
- 1月18日 - Williams Racing Driver Academyに所属[7]。
- WSK SUPER MASTER SERIES参戦。
- Champions of the Future Academy Program参戦。

2025年
- FIA KARTING EUROPEAN CHAMPIONSHIP OKクラス参戦
- champions of the future academy program OK-N SENIORクラス参戦

## レース成績
カート時代
| 年   | シリーズ                                | クラス      | チーム                    | レース数 | 勝利 | 表彰台 | ペストリザルト | ポイント | ランキング |
| ---- | --------------------------------------- | ----------- | ------------------------- | -------- | ---- | ------ | -------------- | -------- | ---------- |
| 2024 | WSK SUPER MASTER SERIES                 | OKN Junior  | KR MOTORSPORT             | 4        | 0    | 1      | 2              | 59       | 11         |
| 2024 | Champions of the Future Academy Program | OK-N JUNIOR |                           | 12       | 0    | 0      | 6              | 93       | 20         |
| 2024 | Champions of the Future Academy Program | OK-N SENIOR |                           | 12       | 0    | 0      | 16             | 68       | 20         |
| 2024 | 全日本カート選手権 EV部門               |             | TOM’S EV Kart Racing Team | 5        | 0    | 0      | 7              | 0        | －         |
| 2025 | FIA KARTING EUROPEAN CHAMPIONSHIP       | OK          |                           | 4        | 0    | 0      | ー             | 0        | 79         |
| 2025 | champions of the future academy program | OK-N SENIOR |                           | 12       | 0    | 0      | 17             | 10       | 20         |